# To samo
To samo je druhé studiové album, které nahrála skupina Jananas ve složení zpěvačky Jany Infeldové, kytaristy Jana Vávry, baskytaristy Jaromíra Fulneka a bubeníka Jana "Chilli" Chalupy. Jde o prozatím poslední studiové album skupiny. 
Natočeno, zmixováno a masterováno bylo v letech 2015–2016 ve studiích SONO v Unhošti-Nouzově. V ČR vyšlo 9. září 2016 u vydavatelství Supraphon. Ihned po vydání se dostalo v žebříčku CZ - Albums - TOP 100 IFPI Česká republika na 4. místo. 
Vyšlo na CD nosiči a digitálně ve formátech MP3 a FLAC. V roce 2017 bylo vydáno ve formátu WAV. Součástí CD nosiče je booklet 28 stran a samolepky "Jananas" a "To samo".
Na bookletu alba jsou vyfocená vrata garáží v areálu Depo2015.

## Účinkující
Na albu se podíleli za skupinu Jananas:
- Jana Infeldová – hudba, zpěv
- Jan Vávra – hudba, zpěv, akustická kytara
- Jaromír Fulnek – hudba, zpěv, baskytara
- Jan "Chilli" Chalupa – hudba, bicí, perkuse, halekání

Jako hosté na albu účinkovali
- Viliam Béreš – různé

- Milan Cimfe – zpěv, perkuse, klávesy, tibetská miska lásky
- Matěj Belko – elektrická kytara, klávesy
- Rasťo Uhrík – kontrabas
- Lenka Filová – hoboj
- Vojtěch Nýdl – klarinet
- Peter Binder – elektrická kytara
- Bennewitzovo kvarteto ve složení Jakub Fišer, Štěpán Ježek, Jiří Pinkas, Štěpán Doležal – sbor
- Hana Louženská – klavír
- Petr Louženský – dirigent
- Marko Ivanovič – orchestrální aranže
- Ondřej Fischer – trombon

Dále se na albu podíleli:
- Zvuk a mix: Milan Cimfe a Viliam Béreš
- Za SONO records: Adam Karlík, Jiří Schmitzer, Pavel Bohatý, Karolína Karlíková
- Mastering: Adam Karlík
- Výkonný producent: Michal Máka
- Editace: Mirek Šmilauer, Studio Spálená
- Producenti: Vilém Berka, Mihai Toienadescu
- Catering: Jaruščin salát

Design obalu vytvořili firma design a., Matěj Matouš, Pavel Liška. Grafickou úpravu provedl Matěj Matouš. Fotografoval David Konečný. 

## Identifikátory na CD nosiči
- Vydavatelské označení: SU 6339-2
- Čárový kód: 099925633929
- CD Runout: GZ C82616 : SU 6339-2 3
- Masterovací SID kód: IFPI LD02
- Mould SID kód: IFPI 5J83
- Vydavatelský kód: LC 00358
- Na CD nosiči vyznačeny práva OSA

## Seznam skladeb
Texty napsal(i) Jan Vávra, Jana Infeldová.
| Pořadí         | Název                                               | Hudba                                                  | Délka |
| -------------- | --------------------------------------------------- | ------------------------------------------------------ | ----- |
| 1.             | The Best Of Jananas                                 | Jan Chalupa, Jaromír Fulnek, Jan Vávra, Jana Infeldová | 3:42  |
| 2.             | To Samo                                             | Jan Chalupa, Jaromír Fulnek, Jan Vávra, Jana Infeldová | 4:33  |
| 3.             | PoÚtStČtPáSoNe                                      | Jan Chalupa, Jaromír Fulnek, Jan Vávra, Jana Infeldová | 3:43  |
| 4.             | Barová Židle                                        | Jan Vávra, Jana Infeldová                              | 4:01  |
| 5.             | Jana Smutná                                         | Jaromír Fulnek, Jan Vávra, Jana Infeldová              | 3:37  |
| 6.             | Já Nejsem Naštvaná                                  | Jan Chalupa, Jaromír Fulnek, Jan Vávra, Jana Infeldová | 1:02  |
| 7.             | Antonín Sova (Použity úryvky z básní Antonína Sovy) | Jan Chalupa, Jaromír Fulnek, Jan Vávra, Jana Infeldová | 5:17  |
| 8.             | Malorážka                                           | Jan Chalupa, Jaromír Fulnek, Jan Vávra, Jana Infeldová | 4:49  |
| 9.             | Válka Sportu                                        | Jan Chalupa, Jaromír Fulnek, Jan Vávra, Jana Infeldová | 3:09  |
| 10.            | Pády                                                | Jan Chalupa, Jaromír Fulnek, Jan Vávra, Jana Infeldová | 3:58  |
| 11.            | Želé                                                | Jan Chalupa, Jaromír Fulnek, Jan Vávra, Jana Infeldová | 3:29  |
| 12.            | Součástky                                           | Jaromír Fulnek, Jan Vávra, Jana Infeldová              | 2:18  |
| 13.            | Konec Světa                                         | Jan Vávra, Jana Infeldová                              | 3:55  |
| Celková délka: | Celková délka:                                      | Celková délka:                                         | 47:40 |

## Videoklipy
Pro 5 skladeb alba byly natočeny videoklipy
- Součástky na Youtube.com
- PoÚtStČtPáSoNe na Youtube.com
- Já nejsem naštvaná na Youtube.com
- To samo na Youtube.com
- Malorážka na Youtube.com

Videoklip ke skladbě To samo bylo nominováno na Cenu Anděl 2016 za Videoklip roku.